# Weissdorn hadművelet
A Weissdorn hadművelet egy második világháborús német akció volt, amelynek célja Jan Christiaan Smuts, a Dél-afrikai Unió miniszterelnöke, brit marsall meggyilkolása és a kabinet megdöntése volt.

## Az akció
Németország egykori gyarmata, Délnyugat-Afrika dél-afrikai ellenőrzés alá került az első világháború végén. Adolf Hitler hatalomra jutását követően Berlin fokozta kémtevékenységét és propagandáját a német szimpatizánsok által lakott területeken. Főleg a búr lakosság részéről akadtak ilyen szimpatizánsok, akiket elkeserített az a tény, hogy elveszítették korábbi függetlenségüket, továbbá, hogy az angolok számos jogot adnak a fekete őslakosoknak, akiket a búrok szolganépnek tekintettek leginkább. Köztük volt Manie Maritz, aki az első világháború idején kitört búr felkelés egyik vezére is volt, s 1939-ben Hitler művének, a Mein Kampf-nak a hatása alatt saját könyvet My Lewe en Strewe (Életem és harcaim) címmel adott ki, amelyben összekapcsolja a búr faji ideológiát a nácik fajelméleteivel (utóbbit kiegészíti az antiszemitizmussal is).
Amikor 1939. szeptember 4-én Dél-Afrika belépett a háborúba Németország ellen, az Ossewabrandwag nevű britellenes, németbarát szervezet lett a háborúellenes ellenzék.
1941-ben az Abwehr úgy döntött, hogy elindítja a Weissdorn (Galagonya) hadműveletet, amelynek fő célja Smuts tábornok megölése és rezsimének megdöntése volt az Ossewabrandwag támogatásával. A terv végrehajtásával Robey Leibbrandt nácibarát dél-afrikai sportolót bízták meg, aki Németországban katonai kiképzést kapott. Leibbrandt, kódnevén Walter Kempf, a Kyloe jacht fedélzetén érkezett vissza Dél-Afrikába.
A férfi 1941 júniusában szállt partra Dorner nevű rádiósával. A tervek szerint erre a Lamberts-öbölben került volna sor, de az ügynök a Mitchells-öbölhöz ragaszkodott. Fokvárosban találkozott Johannes Van Rensburggal, az Ossewabrandwag vezetőjével, akinek nem tetszett a németek által kidolgozott államcsíny terve. Leibbrandt Oranje Szabadállamban és Transvaal Köztársaságban keresett támogatókat.
A rendőrség, miután tippet kapott az Ossewabrandwag vezetőségétől, megpróbálta őrizetbe venni Leibbrandtot, de egérutat nyert. Vérdíjat tűztek ki a német ügynök fejére, akit végül egy társa árult el. Decemberben a szervezkedést felszámolták, és Robey Leibbrandt is börtönbe került. Hazaárulásért halálra ítélték, majd ezt életfogytiglani börtönbüntetésre változtatták. 1948-ban, a nacionalista párt győzelme után kiszabadult.